# Östergötlands museum

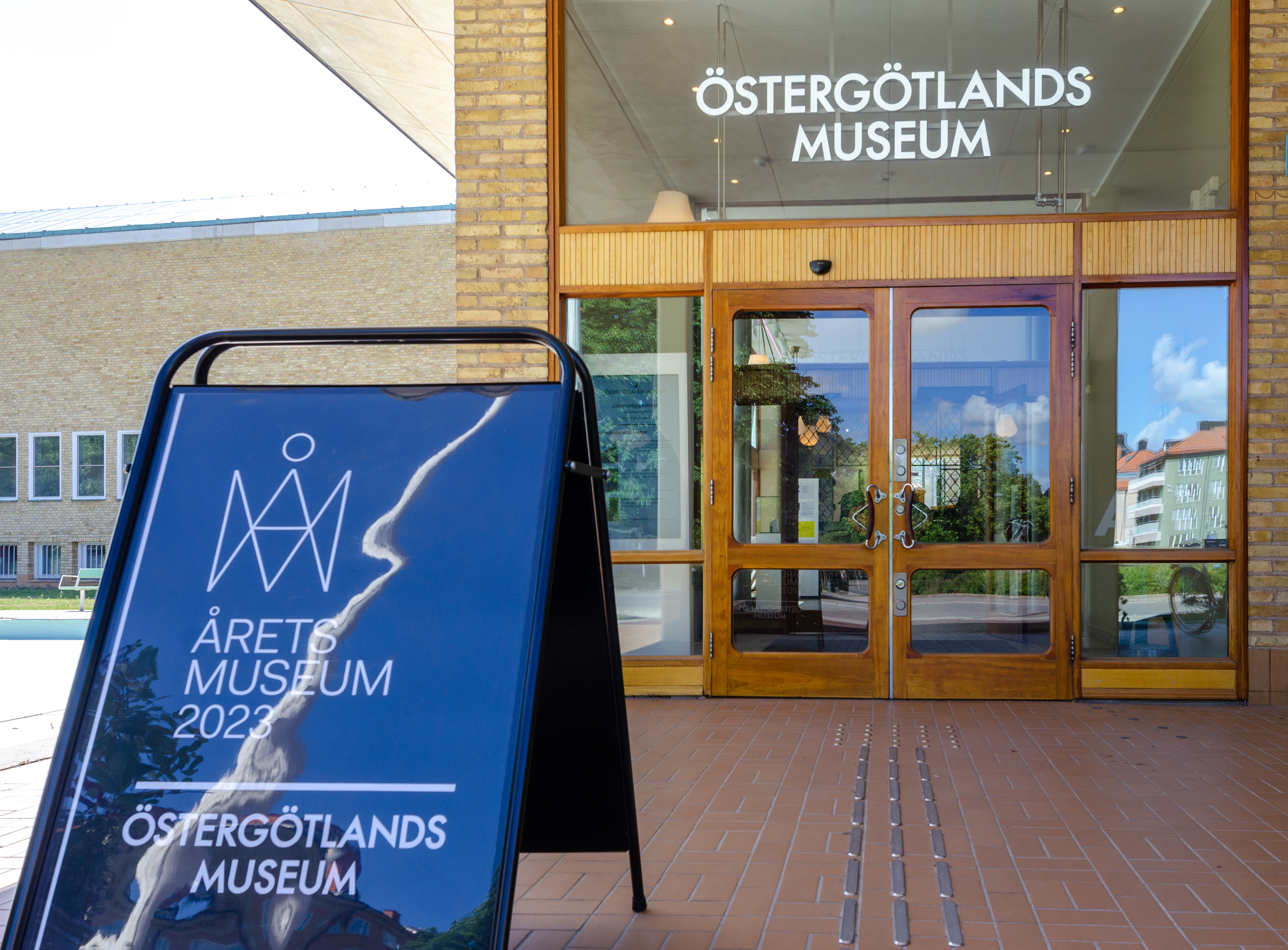
Årets museum 2023.

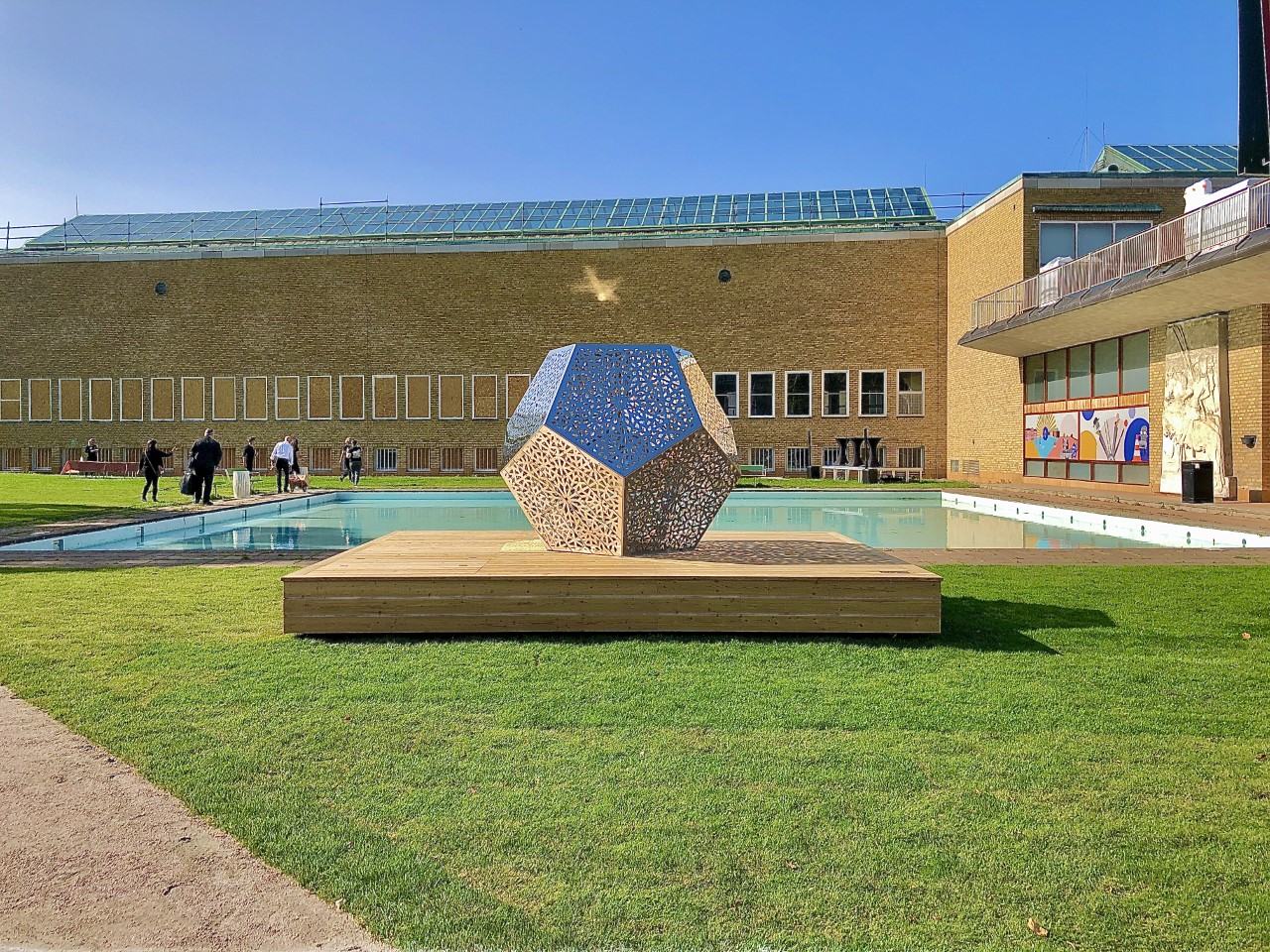

Östergötlands museum är ett museum i Linköping i Östergötlands län i Sverige. Östergötlands museum utnämndes till Årets museum 2023.

## Verksamhet
"Stiftelsen Östergötlands Länsmuseums ändamål ska vara att bedriva och befrämja kulturminnesvård och övrig museal verksamhet liksom annan därmed förenlig verksamhet, förvalta dess fastigheter samt utveckla museiverksamheten".
Förutom visnings- och utställningsdelen sysslar länsmuseet även med byggnadsvård, arkeologi, konservering samt har ett eget bokförlag. 

## Historia
Som museets grundare räknas Anton Ridderstad. Hans donationer av både konstverk och pengar gjorde det möjligt att grunda ett museum. Andra kända namn som varit knutna till museet är Bengt Cnattingius, Sven E. Noreen och Gunnar Lindqvist. 

## Byggnaden

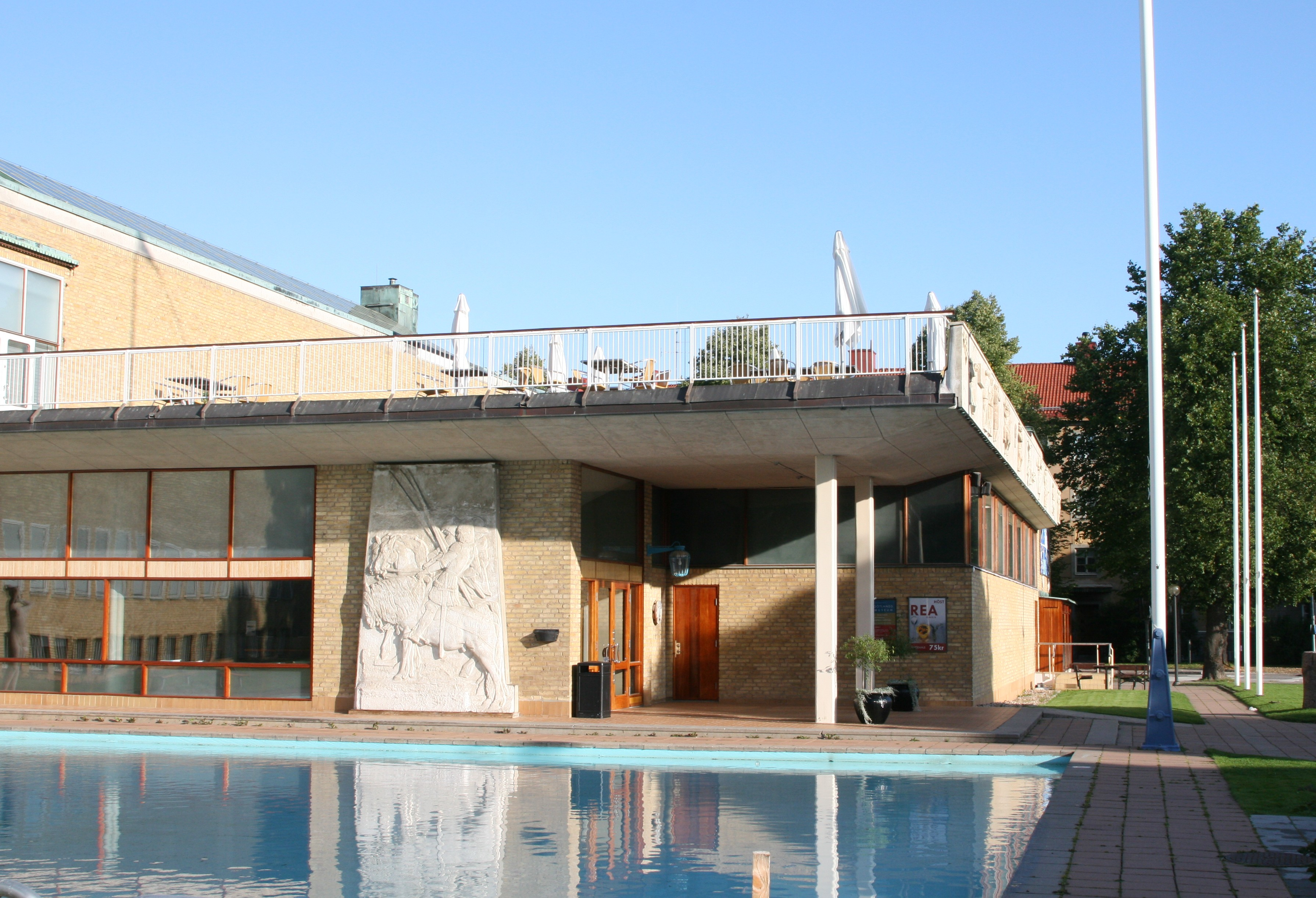
Entrén sedd från söder

Museets nuvarande lokaler vid Vasavägen i centrala Linköping är en gul tegelbyggnad i funktionalistisk stil, som invigdes 1939. Museet hade då redan funnits i 75 år. För byggnadens utformning svarade arkitekterna Nils Ahrbom och Helge Zimdal. Över entrén finns en fasadfris över temat arbete och livsbejakelse av skulptören Ivar Johnsson. Byggnaden förklarades 1985 som byggnadsminne.
Utanför museibyggnaden finns några konstverk uppställda. Däribland runstenen Fv1950;341, som 1950 upphittades nära Nykvarn, som ligger nedströms Stångån, och marmorgruppen Hagar och Ismael i öknen (1884) av Alfred Nyström.

## Samlingar

### Konst
Museet innehar en stor samling konstföremål från medeltiden till idag. Ett flertal konstverk av östgötakonstnärerna Pehr Hörberg och Johan Krouthén finns utställda. Museet tar ofta emot vandringsutställningar och har en stor lokal som används främst för tillfälliga utställningar. 
- Syndafallet av Lucas Cranach d.ä.
- Per Brahe d.y., en bröstbild förmodligen målad av Johan Johansson Werner, d.ä. Förmodan beror på att denna tavla liknar ett konstverk av Werner med samma motiv på Skoklosters slott i Uppland.
- Königsmarckska tapeterna

### Fotografier
Museets fotosamlingar består av fotografier med anknytning till Östergötland. Bland annat har museet cirka 1200 fotoplåtar från Johan Emanuel Thorins dokumentation av Bjärka Säby från omkring sekelskiftet 1900.

### Östergötland
Basutställningen "Vägen hit" presenterar Östergötlands historia under de senaste 11 000 åren. Utställningen består av elva rum. Bland föremålen kan nämnas Bergsgraven: skeletten efter en stenåldersfamilj, funna vid Bergsrondellen i Linköping.

## Bildgalleri från basutställningen

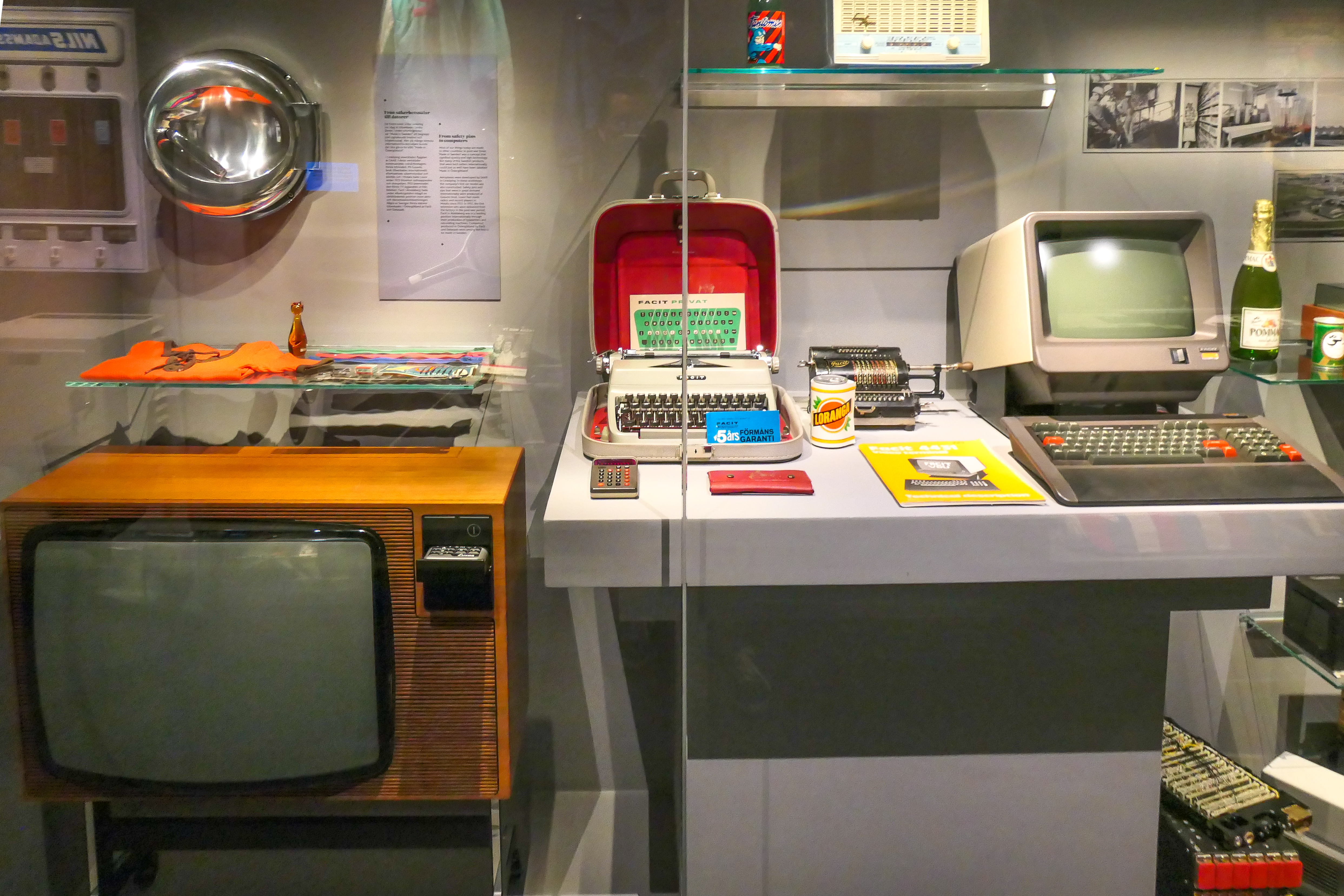
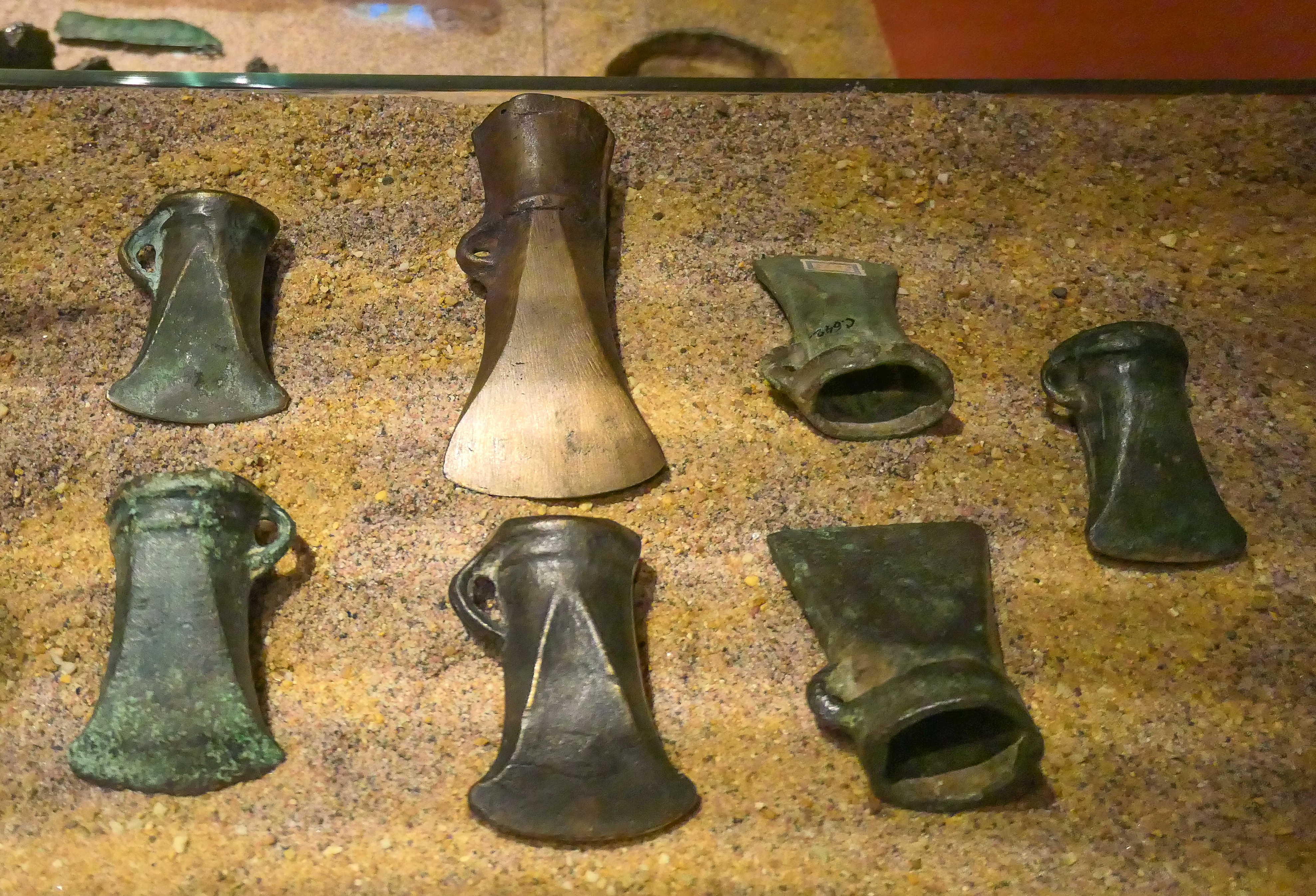
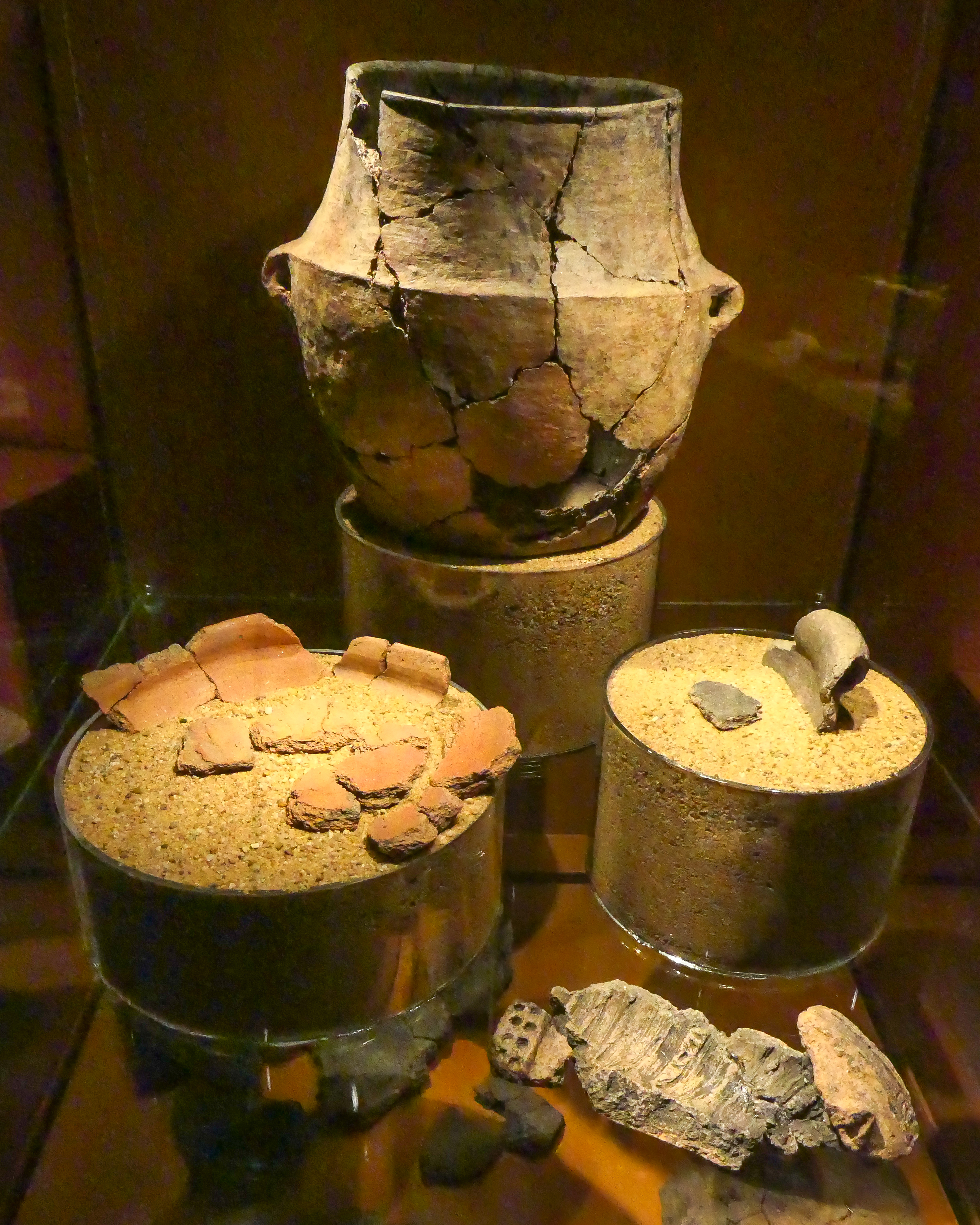
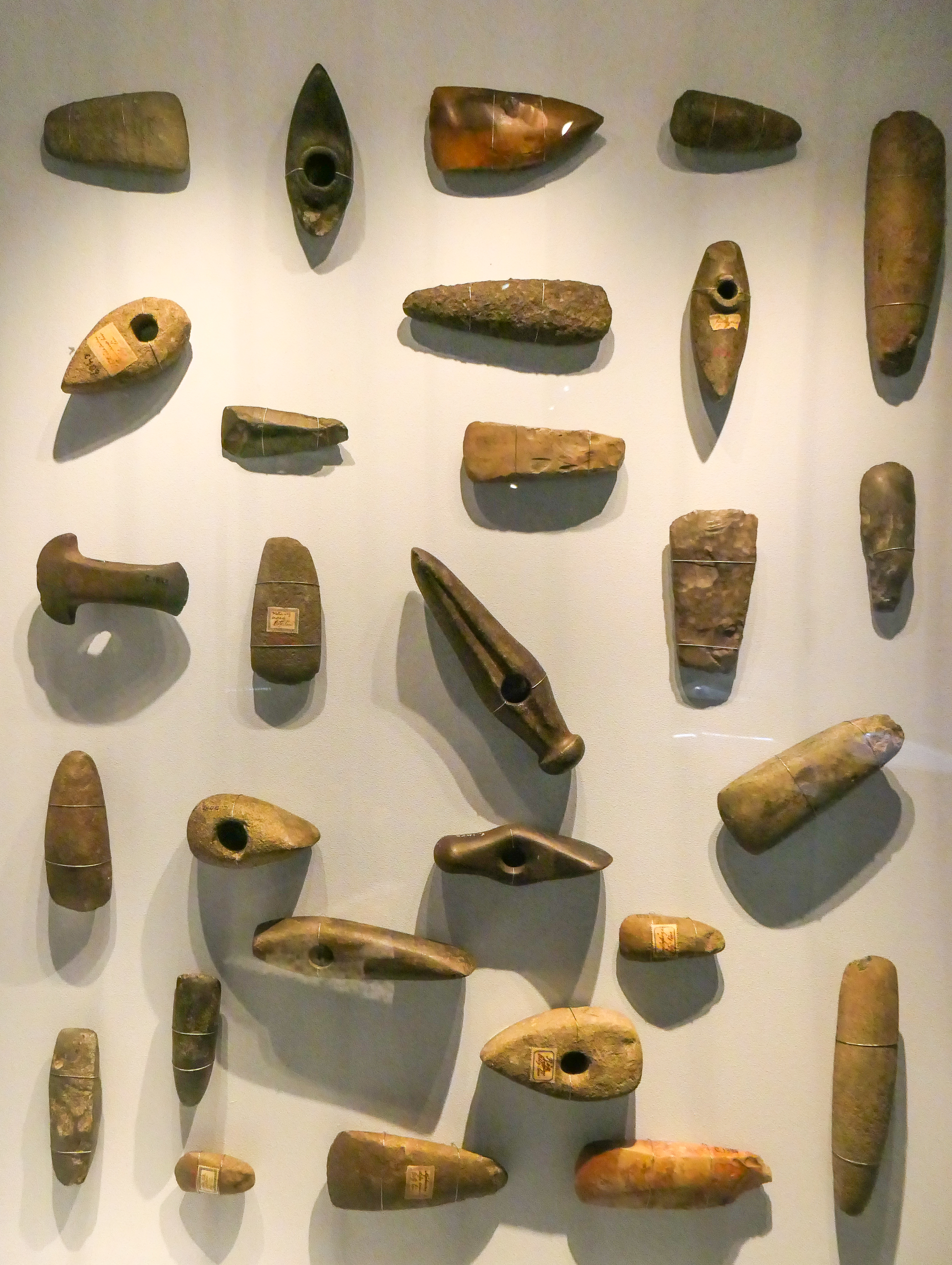
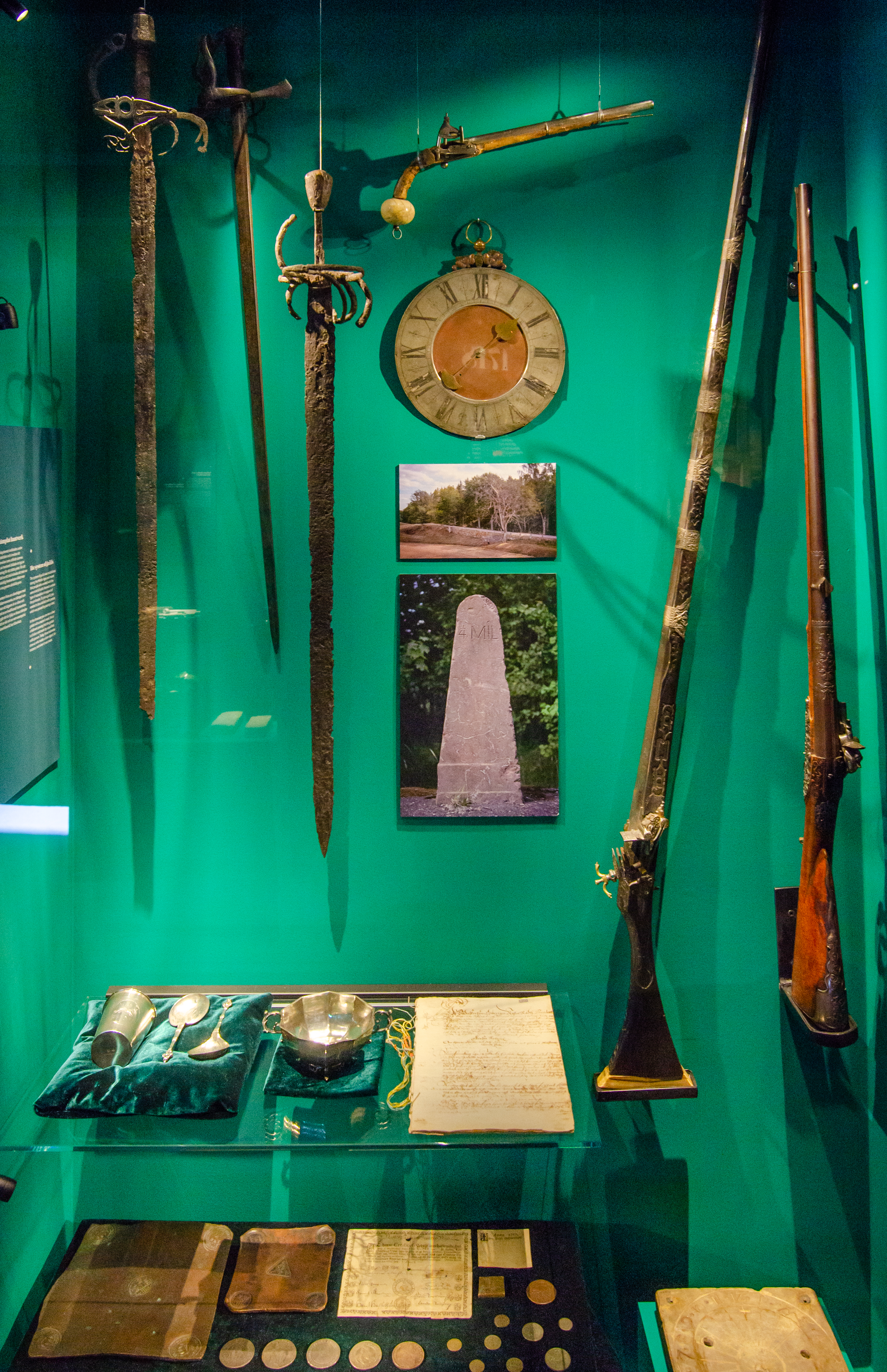
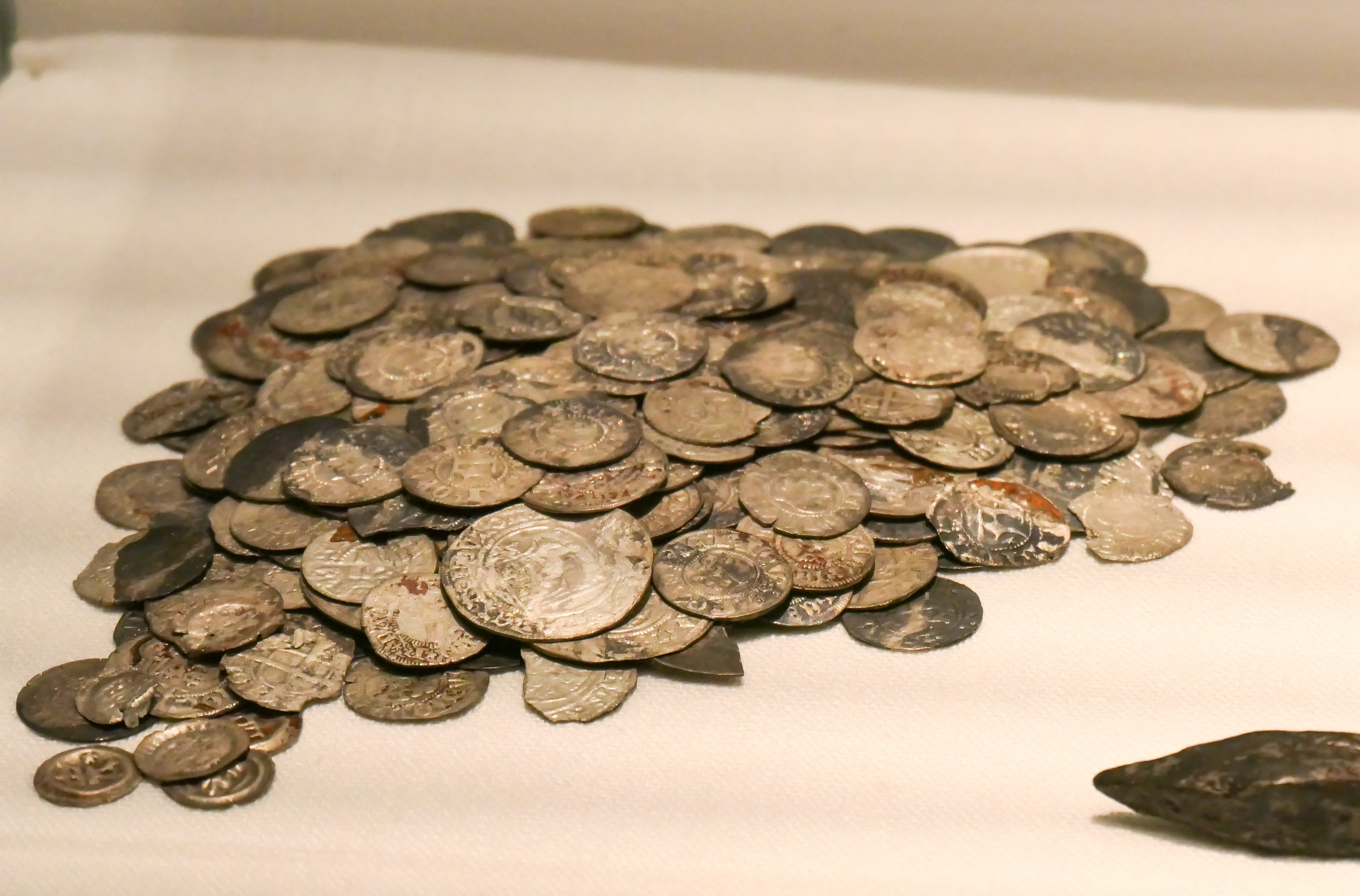
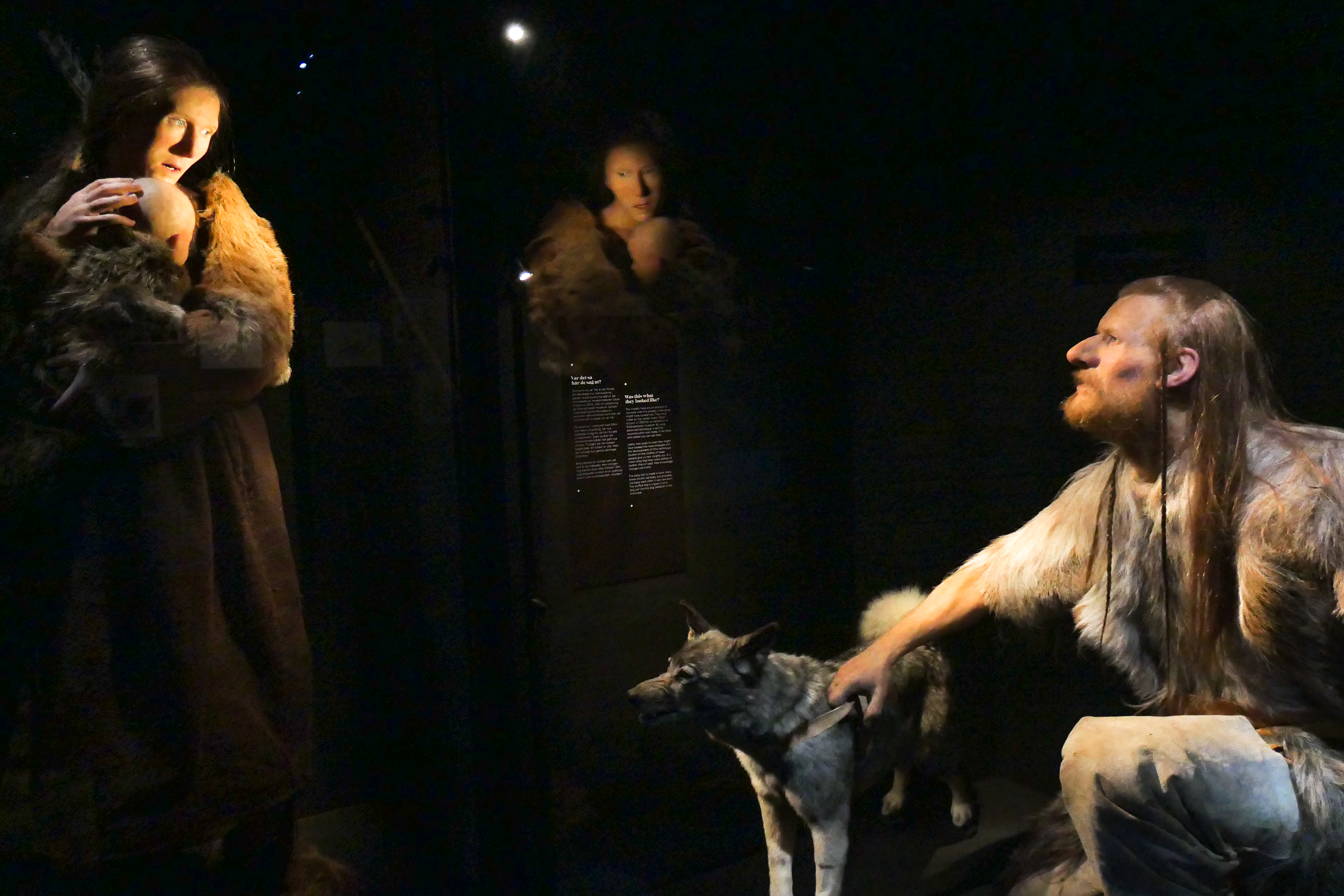
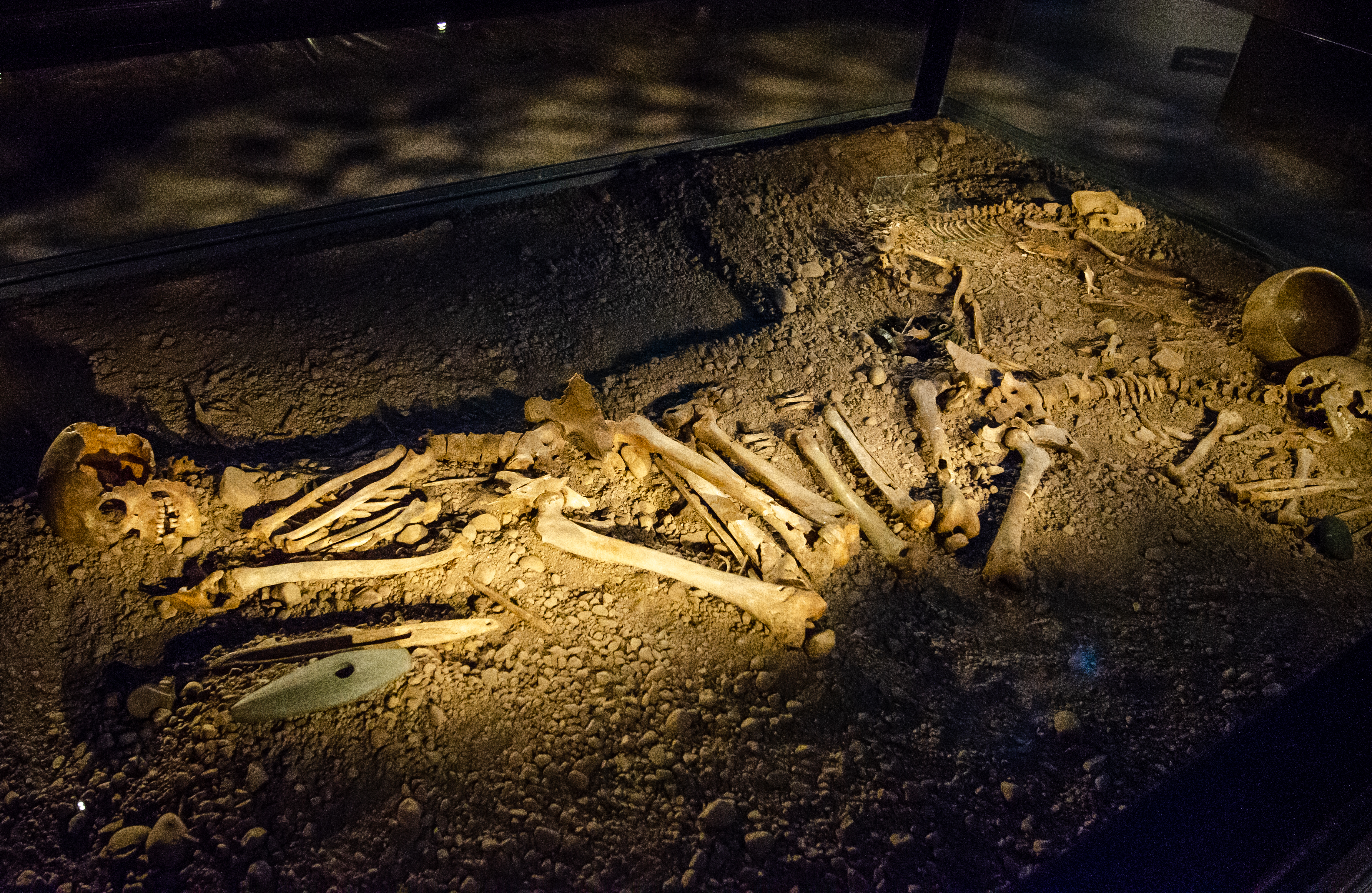

### Egyptiska fornsaker
Delar ur Otto Smiths privata samlingar visas sedan 1959 på museet. I Egypten har man velat ha tillbaka föremålen, men efter flera turer stannar föremålen på museet.

### Filialer
- Löfstad slott, Norrköpings kommun
- Smedstorps dubbelgård, Ydre kommun
- Öna kulturreservat, Nykils socken
- Onkel Adamsgården, Linköping
- Fillinge tingshus, Bankekinds socken
- Sancta Birgittas klostermuseum

### Lillkyrkaorgeln
Kronologi:
- 1735: Piporgel byggs av amatörorgelbyggare Carl Kindberg, organist i Skeda kyrka, Östergötland.
- 1736: Orgeln säljs till Gistads kyrka, Östergötland.
- 1746: Genomgripande ombyggnad av Jonas Wistenius, Linköping, varvid väderlådan och det mesta av pipverket förnyas. Positivet erhåller manualklaviatur med svarta undertangenter och omfång C - c³, kort oktav (45 toner). Fasadpipor: attrapper av trä. Disposition 1746 enligt musikskriftställare, topograf & genealog Abraham Abrahamsson Hülphers (1734-1798) samma som nuvarande med undantag av att det saknas pedal.
- 1852: Tillbyggnad av bihangspedal av timmerman Anders Frisk, Bohus, (enligt påskrift på pedalvällbrädans baksida).
- 1864: Positivet säljs till Lillkyrka kyrka, Östergötland.
- 1873: Ombyggnad av orgelbyggare och -reparatör Anders Petter Kullbom, Linköping, (1817-1900). Troligen sätter han in, dels nuvarande manualklaviatur med omfånget C - f³, full oktav, där C#, D#, F#, G# och de översta tangenterna c#³ - f³ dock är blinda, dels nuvarande registerandrag.
- 1884: Reparation av firma Johan Otto Baumgardt & söner, Linköping.
- 1924: Positivet ospelbart och ersätts i Lillkyrka tills vidare med ett pedalharmonium.
- 1943: Positivet säljs till Östergötlands museum, där det magasineras. (Inventarienummer A 12469.) Orgelhuset ställdes ut på museet, medan innerverket magasinerades. Senare kom även orgelhuset att magasineras.
- 1965: En testamentesgåva inkommer till Lillkyrka församling från orgelkännaren och läkaren Einar Erici (1885-1965) för restaurering och återuppsättande av orgeln.
- 2013: Lillkyrkaorgeln restaureras av orgelfirman Bergenblad & Jonsson, Nye, och sätts upp med återställd fasad i slottskyrkan på Vadstena slott och invigdesd den 27 augusti 2013.

Disposition:

## Lista över Museichefer
- Bengt Cnattingius, 1934–1966
- Sven E. Noreen 1966–1976
- Bo Lagercrantz 1976–1983
- Gunnar Lindqvist, 1984–1995
- Pär Hallinder, 1995-2003
- Peter Larsson, 2003 till februari 2006
- Gunnar Larsson, biträdande museichef 2006
- Maria Jansén, 2006–2012
- Olof Hermelin, 2013–

## Galleri

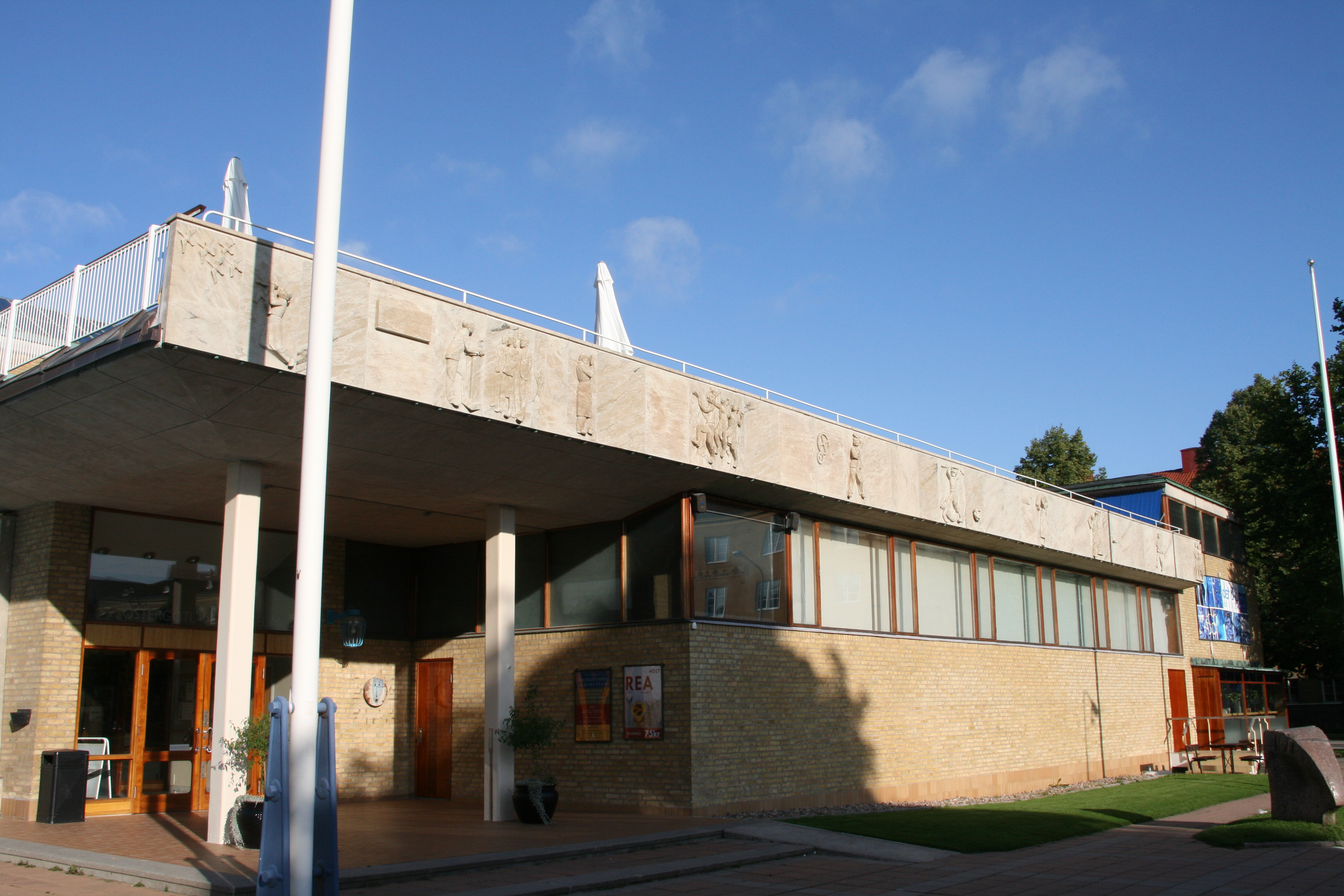
Relieffris (1939) av Ivar Johnsson över entrén
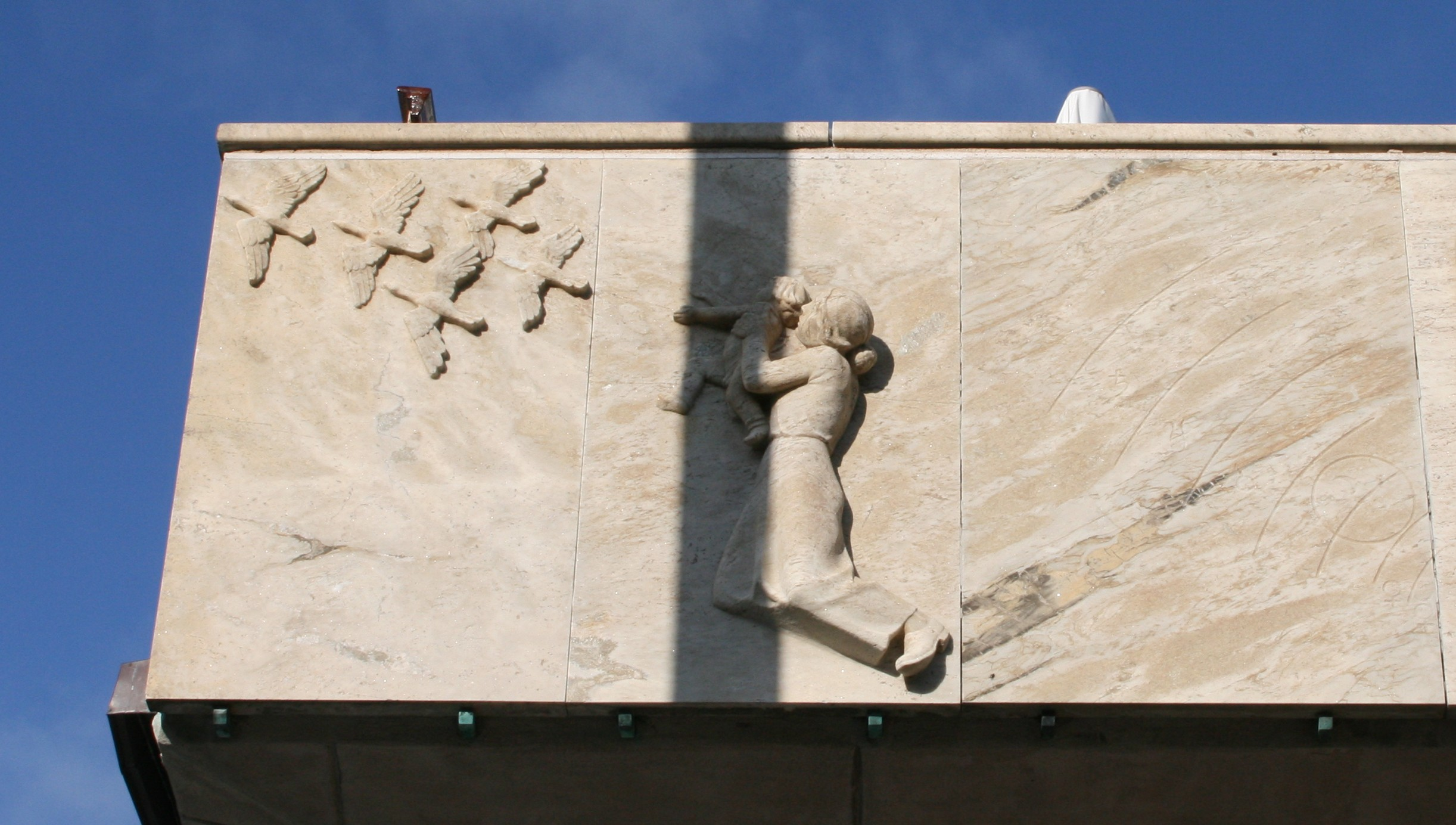
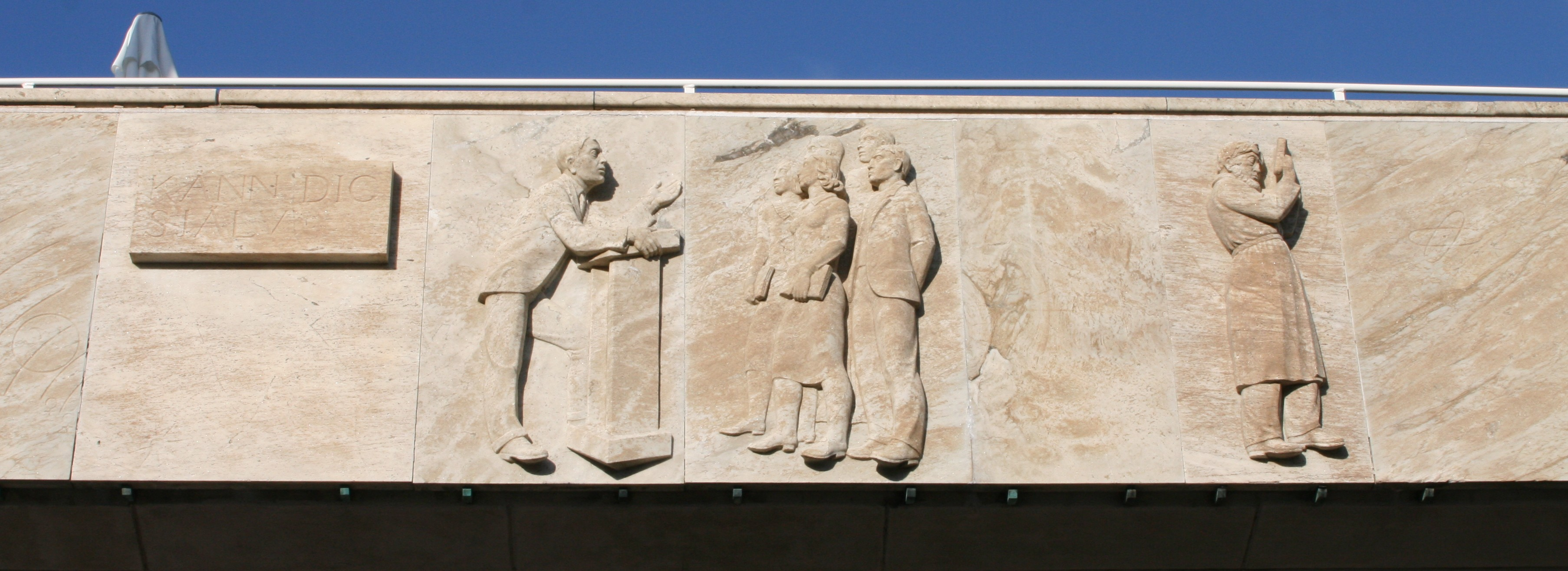
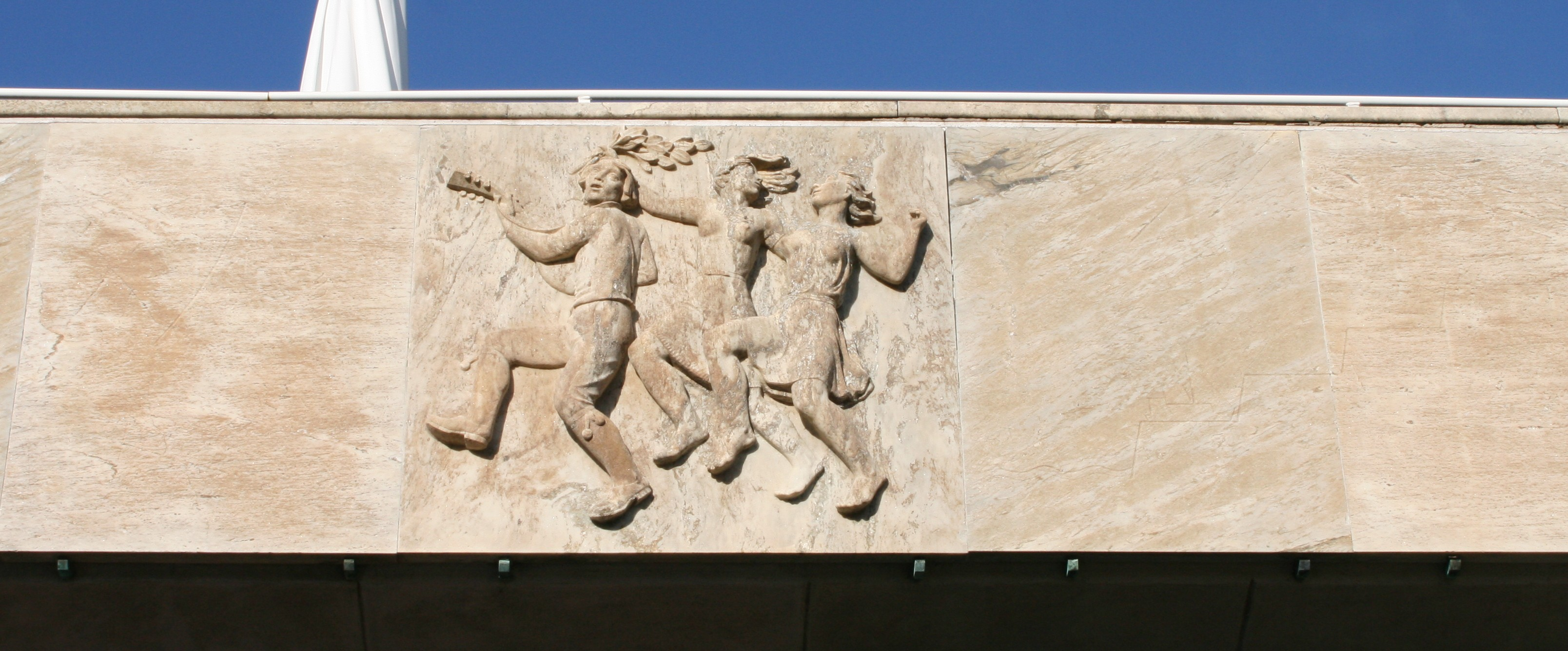
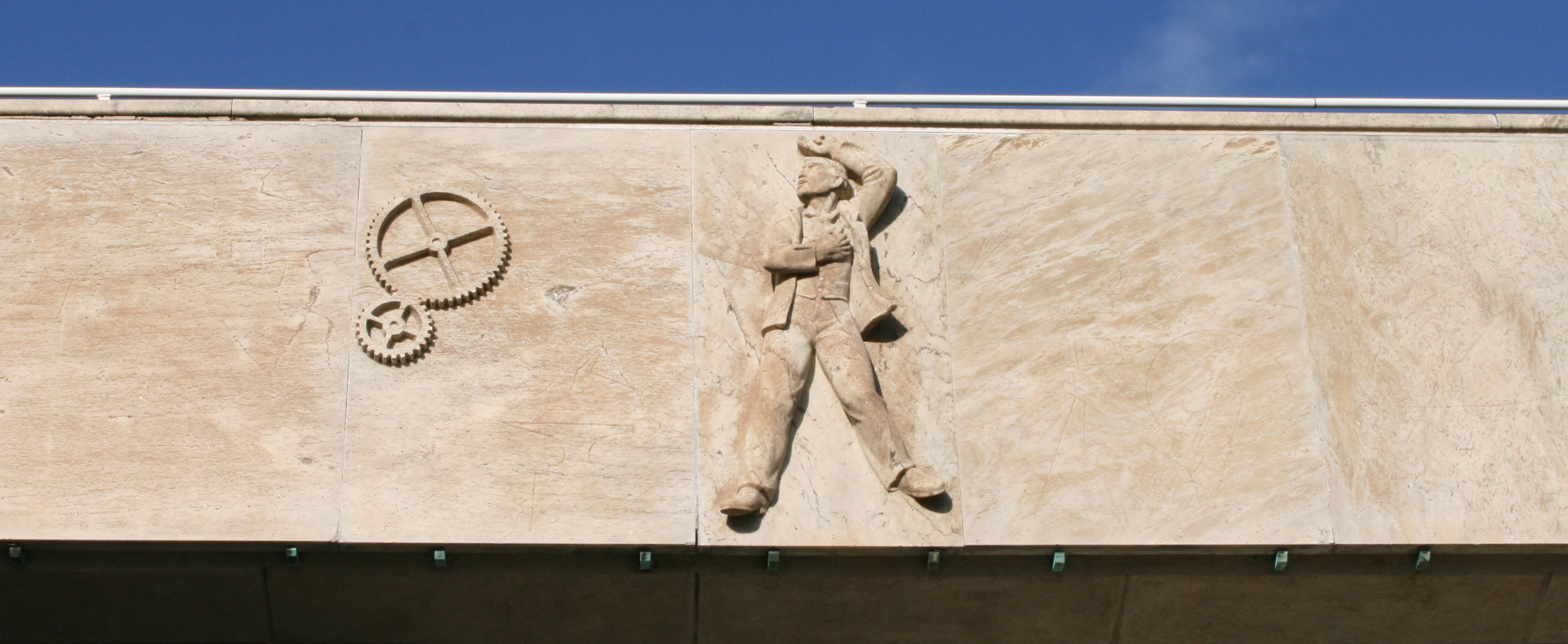
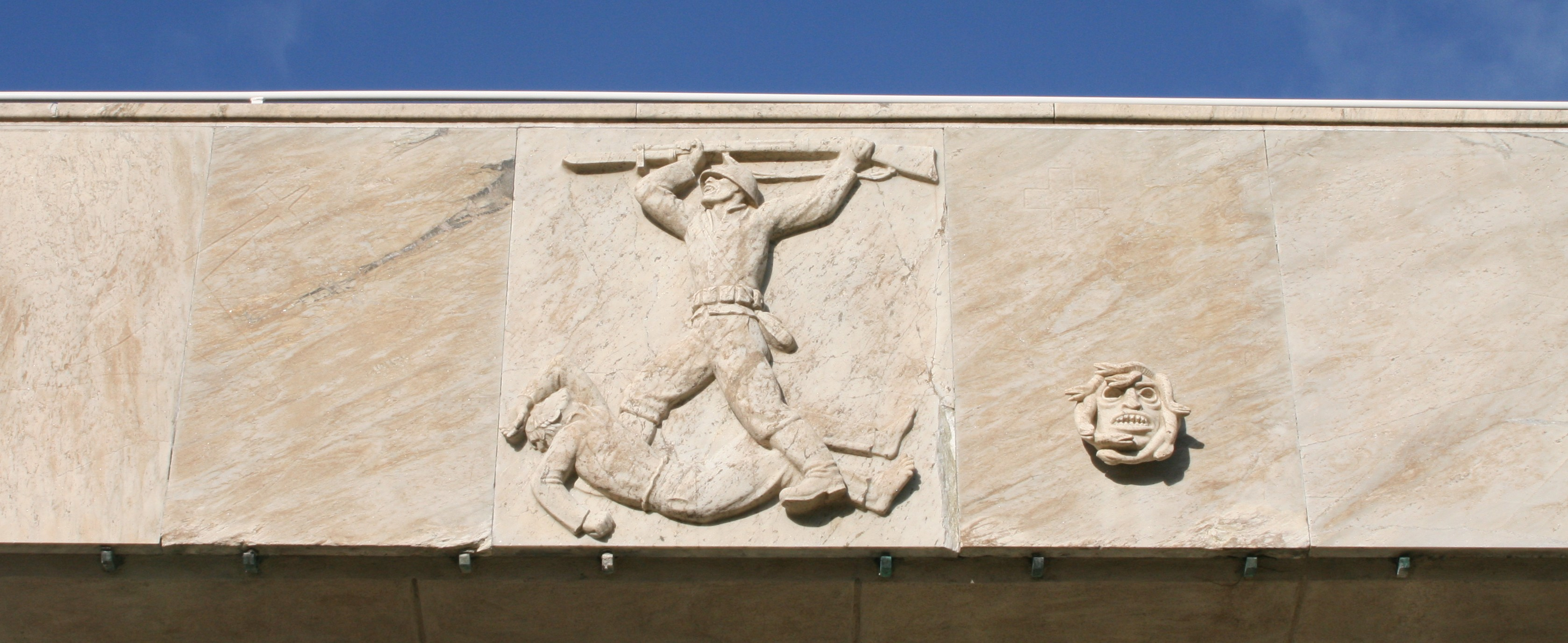
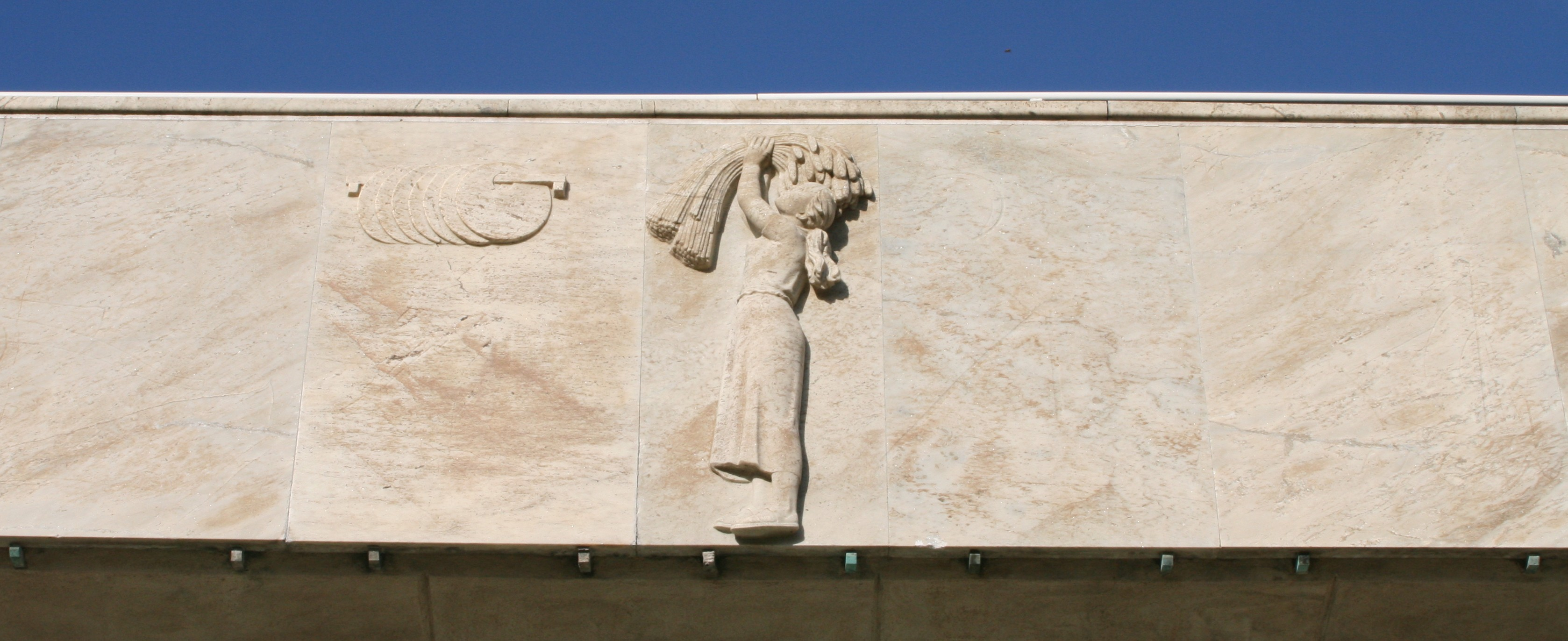
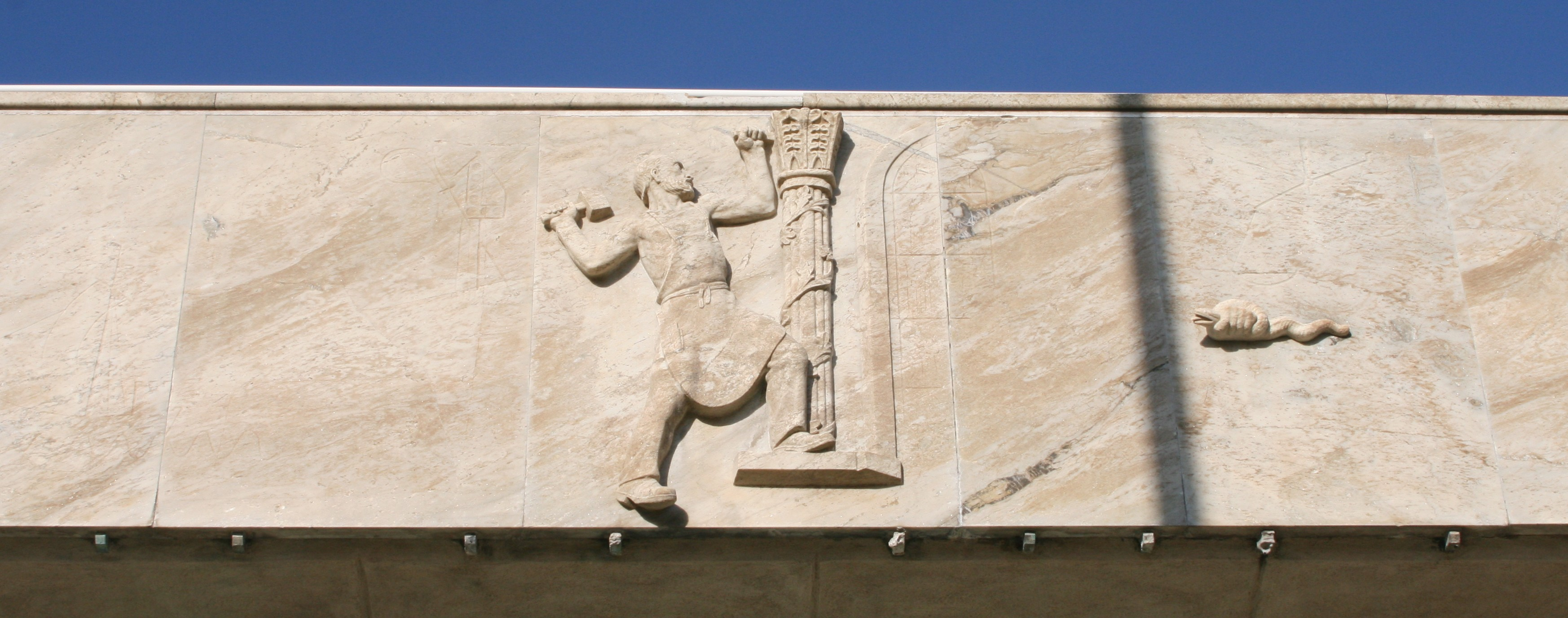
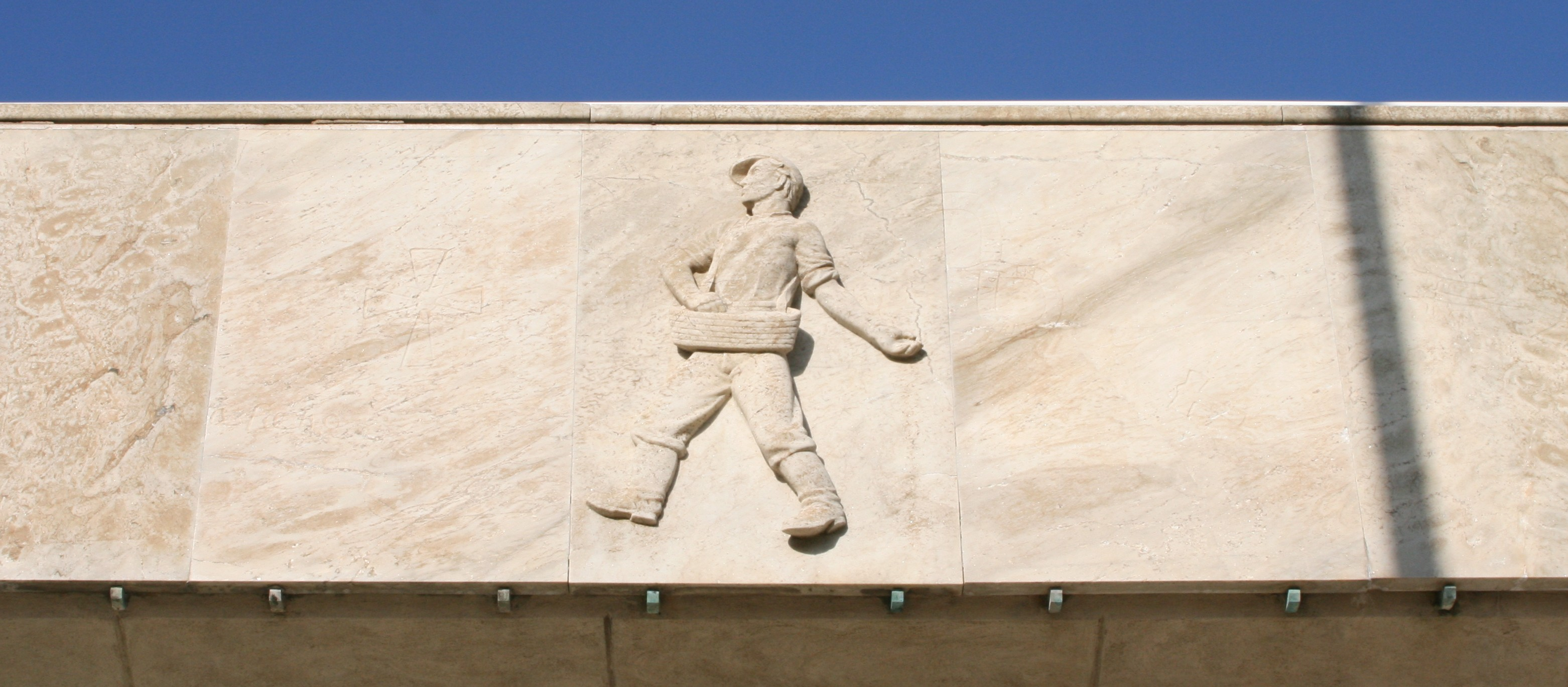
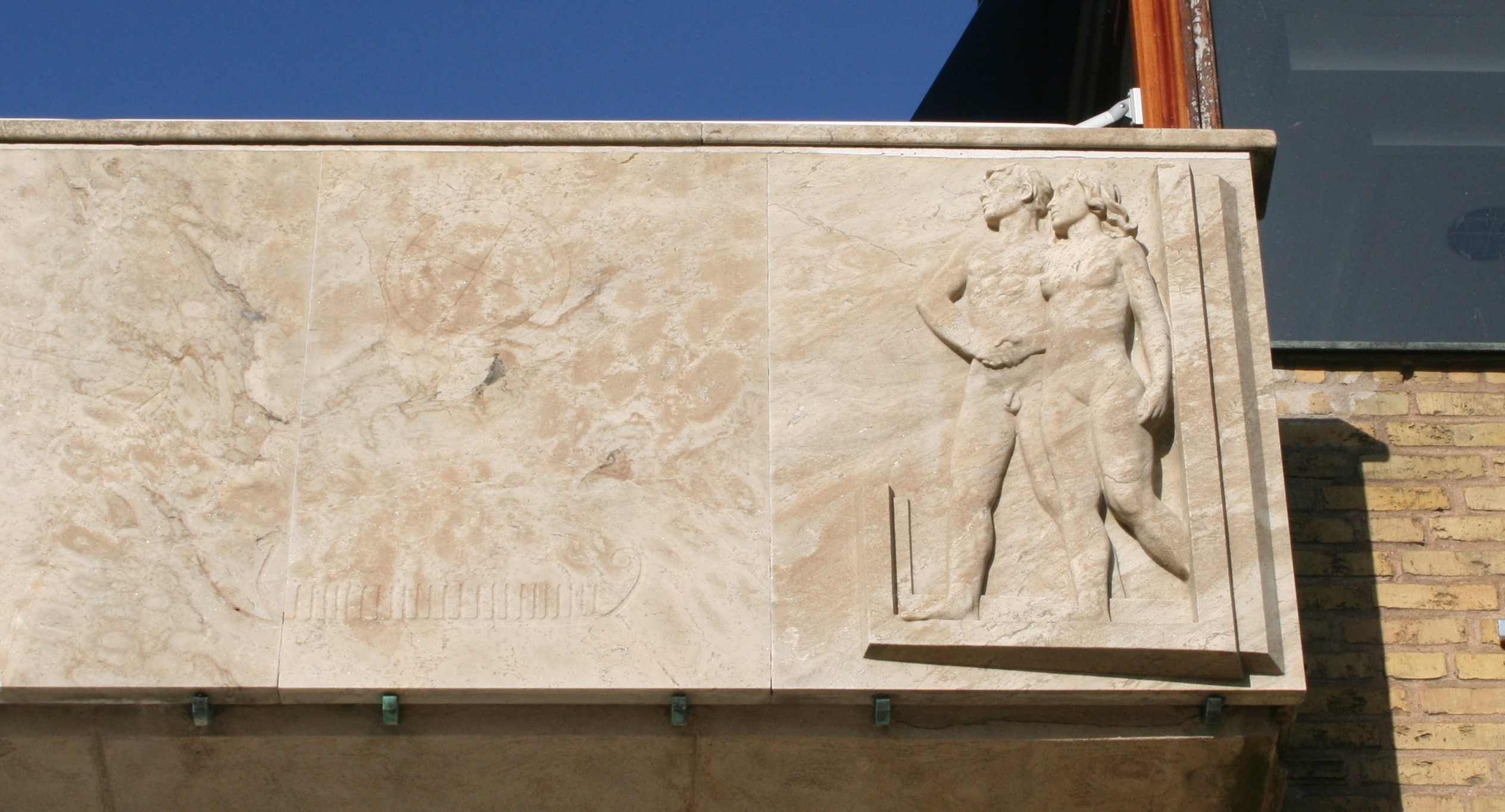